# 竹花敏
竹花 敏（たけはな さとし）は、日本の自転車競技指導者。
岩手県滝沢村（現・滝沢市）出身。
初代日本大学自転車部監督・濱中一泰の後を受け同校同部の監督に就任。全日本大学対抗選手権自転車競技大会・男子の部において、第39回から2009年開催の第65回まで、監督並びに総監督として同校に総合優勝をもたらした。
1988年にはソウルオリンピック自転車競技日本代表監督を務めた。
2020年2月没